# سابينه شبيتس
سابينه شبيتس (بالألمانية: Sabine Spitz)‏ مواليد 27 ديسمبر 1971 في بادن-فورتمبيرغ، ألمانيا الغربية، هي دراجة ألمانية. شاركت في دورة الألعاب الأولمبية الصيفية وفاز بميدالية أولمبية.

## الميداليات
| الميدالية | المسابقة                       |
| --------- | ------------------------------ |
| ذهبية     | الألعاب الأولمبية الصيفية 2008 |
| فضية      | الألعاب الأولمبية الصيفية 2012 |
| برونزية   | الألعاب الأولمبية الصيفية 2004 |

## وصلات خارجية
- الموقع الرسمي

## روابط خارجية
- سابينه شبيتس على موقع الاتحاد الدولي للدراجات (الإنجليزية)
- سابينه شبيتس على موقع أرشيف الدراجات (الإنجليزية)
- سابينه شبيتس على موقع إحصائيات الدراجات الإحترافية (الإنجليزية)
- سابينه شبيتس على موقع نسبة الدراجات (الإنجليزية)
- سابينه شبيتس على موقع MTB Data (الإنجليزية)
- سابينه شبيتس على موقع اللجنة الأولمبية الدولية (الإنجليزية)
- سابينه شبيتس على موقع أوليمبيديا (الإنجليزية)
- سابينه شبيتس على موقع اللجنة الأولمبية الألمانية (الألمانية)